# Tonnoiriella holmi
Tonnoiriella holmi är en tvåvingeart som beskrevs av Wagner 1993. Tonnoiriella holmi ingår i släktet Tonnoiriella och familjen fjärilsmyggor.
Artens utbredningsområde är Tyskland. Inga underarter finns listade i Catalogue of Life.